# Hoya velutina
Hoya velutina är en oleanderväxtart som beskrevs av Robert Wight. Hoya velutina ingår i släktet Hoya och familjen oleanderväxter. Inga underarter finns listade i Catalogue of Life.